# Otto von Hügel

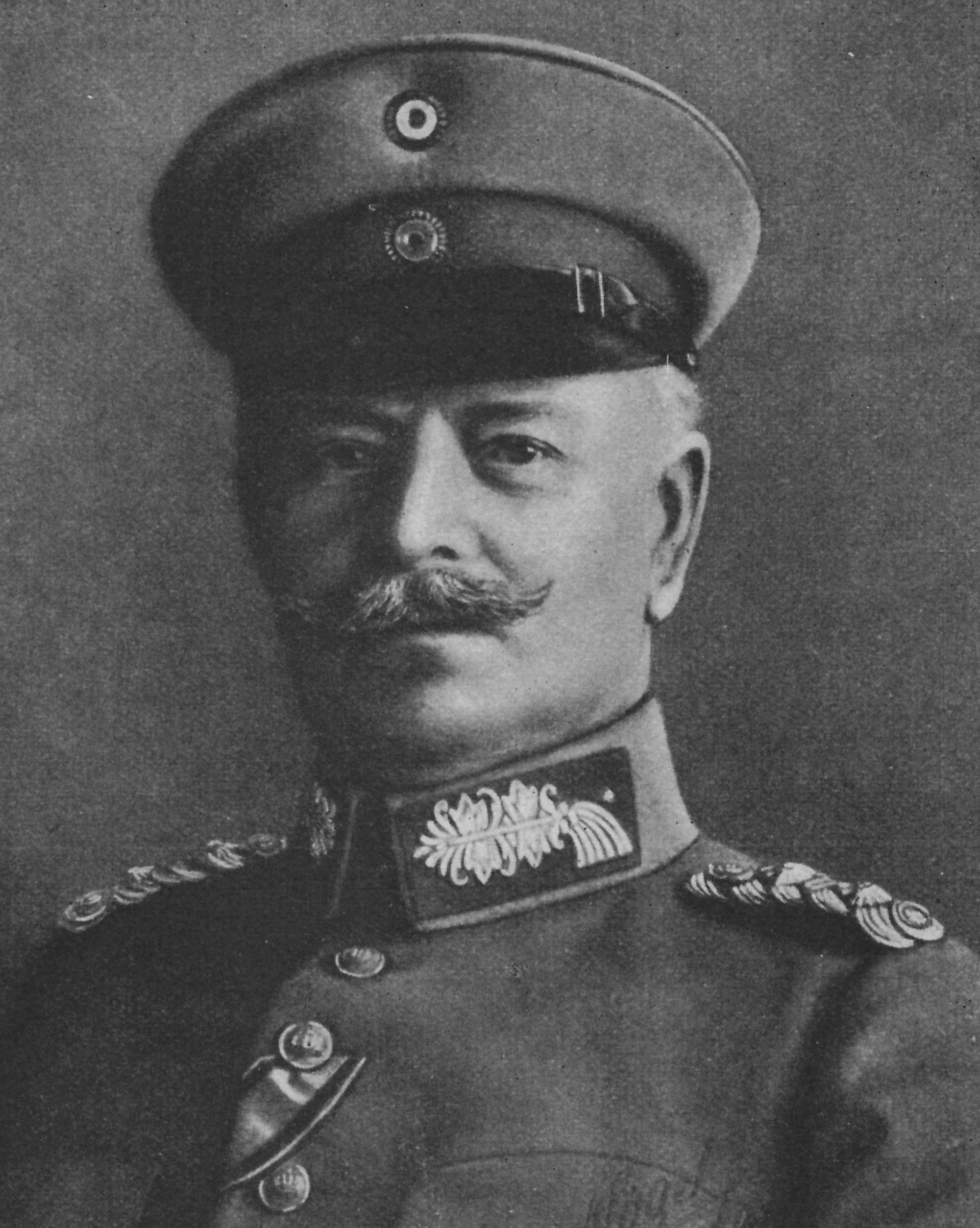
Otto von Hügel

Eugen Otto Freiherr von Hügel (* 20. September 1853 in Stuttgart; † 4. Januar 1928 in Nonnenau) war ein württembergischer General der Infanterie im Ersten Weltkrieg.

## Leben

### Herkunft
Er war der Sohn des späteren württembergischen Obersten Albert Ferdinand von Hügel (1809–1884). Sein Großvater war der württembergische Generalleutnant und Kriegsminister Ernst von Hügel (1774–1849).

### Militärkarriere
Hügel besuchte das Gymnasium in seiner Heimatstadt sowie ein Privatinstitut in Ludwigsburg. Er absolvierte vom 20. September 1868 bis 20. Juli 1870 als Kadett die Kriegsschule Ludwigsburg und trat anschließend als Fahnenjunker in das 4. Infanterie-Regiment, das spätere Füsilier-Regiment „Kaiser Franz Josef von Österreich, König von Ungarn“ (4. Württembergisches) Nr. 122, der Württembergischen Armee ein. Mit diesem nahm er am Deutsch-Französischen Krieg teil und wurde am 30. Dezember 1870 zum Sekondeleutnant befördert.
Im weiteren Verlauf seiner Militärkarriere war Hügel vom 18. August 1908 bis 1. April 1912 Kommandeur der 2. Division. Anschließend wurde er unter gleichzeitiger Verleihung des Charakters als General der Infanterie zur Disposition gestellt.
Mit Ausbruch des Ersten Weltkriegs reaktivierte man Hügel und verwendete ihn zunächst als stellvertretenden Kommandierenden General des XIII. (Königlich Württembergisches) Armee-Korps. Am 25. August 1914 wurde er dann zum Kommandierenden General des neu aufgestellten XXVI. Reserve-Korps ernannt, das er u. a. in der Ersten Flandernschlacht befehligte. Am 28. August 1916 erhielt er für seine Verdienste an der Westfront die höchste preußische Tapferkeitsauszeichnung, den Pour le Mérite, sowie am 20. Februar 1918 das Komturkreuz des Württembergischen Militärverdienstordens.
Am 6. März 1918 wurde Hügel seiner Stellung enthoben und in den Ruhestand verabschiedet. In Würdigung seiner langjährigen Verdienste erhielt er dabei von seinem Landesherren die Krone zum Großkreuz des Friedrichs-Ordens mit Schwertern sowie durch Wilhelm II. den Roten Adlerorden I. Klasse mit Schwertern.